# 刘明利
刘明利（1956年—）。中国人民解放军海军中将。
曾任海军装备研究院政委，中国人民解放军东海舰队政治部主任，中国人民解放军南海舰队副政委兼南航部队政委等职务。2014年12月，任广州军区副政委兼南海舰队政委。2016年1月，任南部战区副政治委员兼战区海军政治委员。
2016年7月，晋升中国人民解放军中将军衔。